# A857 (Groot-Brittannië)
De A857 is een weg in het Verenigd Koninkrijk die een belangrijke noord-zuidroute vormt op de dunbevolkte Buiten-Hebriden. De weg loopt van Stornoway in noordelijke richting naar Port of Ness. De weg heeft een lengte van 41,7 kilometer. Bijzonder is dat bewegwijzering grotendeels in het Schots Gaelisch is opgesteld.
De A859 loopt vanuit Stornoway in zuidelijke richting.

## Plaatsen
De volgende plaatsen liggen aan de A857:
- Stornoway
- Newmarket
- Barvas
- Galson
- South Dell
- Port of Ness

## Afbeeldingen

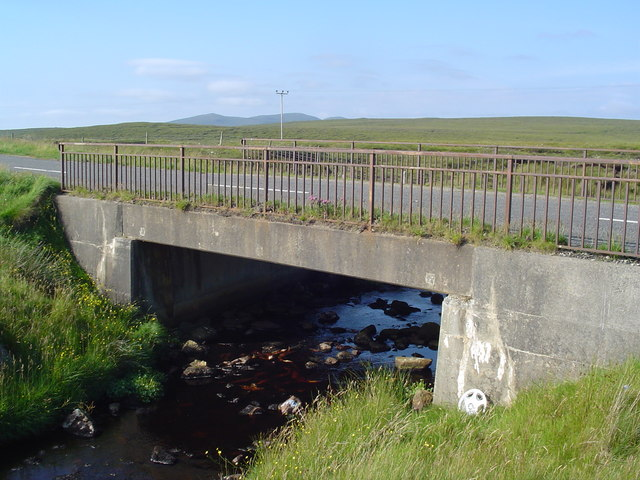
Een brug bij Barvas
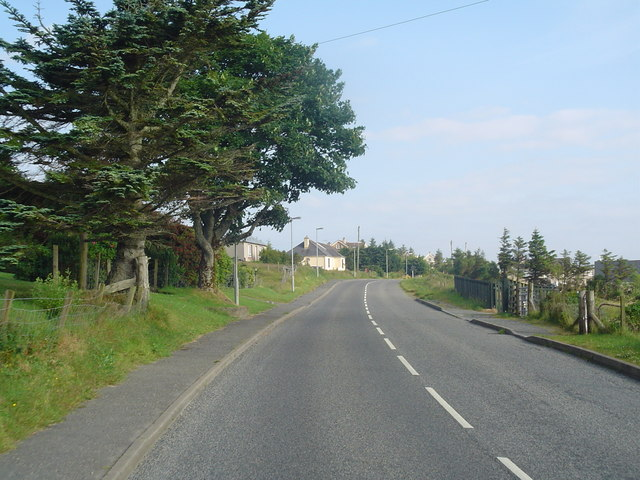
De A857 bij Newmarket
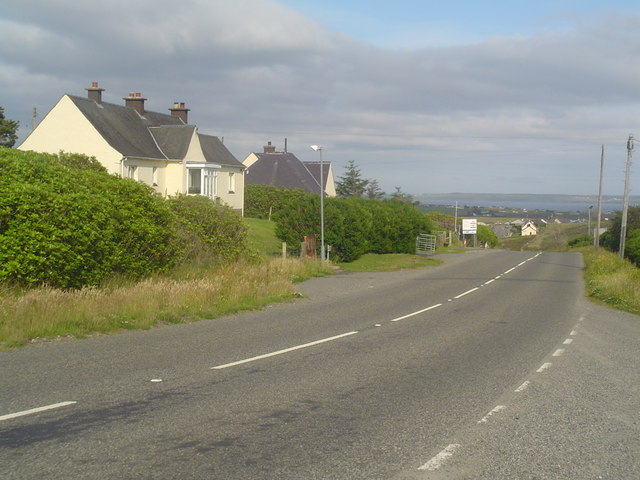
Bebouwing langs de weg